# Tōru Horie
Tōru Horie (ur. 18 maja 1999) – japoński tenisista, finalista juniorskiego US Open 2017 w grze podwójnej.

## Kariera tenisowa
W 2017 roku, startując w parze z Yutą Shimizu dotarł do finału juniorskiego US Open w grze podwójnej. W decydującym meczu japoński debel przegrał z Hsu Yu-hsiou oraz Wu Yibingiem. 

### Finały juniorskich turniejów wielkoszlemowych w grze podwójnej (0-1)
| Końcowy wynik | Nr | Data            | Turniej            | Nawierzchnia | Partner      | Przeciwnicy            | Wynik finału   |
| ------------- | -- | --------------- | ------------------ | ------------ | ------------ | ---------------------- | -------------- |
| Finalista     | 1. | 9 września 2017 | US Open, Nowy Jork | Twarda       | Yuta Shimizu | Hsu Yu-hsiou Wu Yibing | 4:6, 7:5, 9−11 |